# Ischiolepta similis
Ischiolepta similis är en tvåvingeart som beskrevs av Papp 1978. Ischiolepta similis ingår i släktet Ischiolepta och familjen hoppflugor. Inga underarter finns listade i Catalogue of Life.